# Patagones (partido)
Patagones (Partido de Patagones) is een partido in de Argentijnse provincie Buenos Aires. Het bestuurlijke gebied telt 27.938 inwoners.

## Plaatsen in partido Patagones
- Bahía San Blas
- Cardenal Cagliero
- Carmen de Patagones
- José B. Casas
- Juan A. Pradere
- Stroeder
- Villalonga